# Choi Hye-in
Choi Hye-in (kor. 최혜인; * 8. August 1992) ist eine südkoreanische Badmintonspielerin. 

## Karriere
Choi Hye-in wurde bei der Badminton-Juniorenweltmeisterschaft 2008 Fünfte im Mixed gefolgt von der Qualifikation für die Olympischen Jugend-Sommerspiele 2010, wo sie jedoch in der Vorrunde ausschied. Bei der Juniorenweltmeisterschaft des gleichen Jahres gewann sie Silber im Mixed und mit dem Team. Bei der Korea Open Super Series 2010 erreichte sie das Hauptfeld, schied dann allerdings schon in der ersten Runde aus. 2011 erkämpfte sie sich mit dem Sieg im Damendoppel bei den Vietnam International ihren ersten internationalen Turniererfolg.

## Referenzen
- Choi Hye-in beim Badminton-Weltverband

| Personendaten    | Personendaten                     |
| ---------------- | --------------------------------- |
| NAME             | Choi, Hye-in                      |
| ALTERNATIVNAMEN  | 최혜인 (Hangeul)                  |
| KURZBESCHREIBUNG | südkoreanische Badmintonspielerin |
| GEBURTSDATUM     | 8. August 1992                    |